# Blaasoppie
Het blaasoppie (Breviceps adspersus) is een kikker uit de familie blaasoppies (Brevicipitidae). Sommige auteurs plaatsen het geslacht Breviceps in de familie Microhylidae, in de onderfamilie Brevicipitinae. De wetenschappelijke naam van de soort werd voor het eerst geldig gepubliceerd door Wilhelm Peters in 1882.

## Synoniemen
- Breviceps mossambicus adspersus Broadley, 1971[4]
- Breviceps parvus Hewitt, 1925
- Breviceps parvus caffer Hewitt, 1932
  - Breviceps pentheri caffer Parker, 1934
- Breviceps pentheri Werner, 1899
- Breviceps pretoriensis FitzSimons, 1930

## Uiterlijke kenmerken
Het blaasoppie heeft een zeer gedrongen uiterlijk, een rond en dik lichaam, de zeer stompe kop is er moeilijk van te onderscheiden, de huid is zeer wrattig. De poten en met name de achterpoten zijn erg klein waardoor het plomp uiterlijk wordt versterkt. De lichaamslengte is meestal nog geen vier centimeter. De basiskleur is donkerbruin met lichtere bruine vlekken op de rug en een witte buik met soms een vage grijze tekening.

## Levenswijze
De kikker kan niet springen en leidt een gravend bestaan in holletjes onder de grond, maar komt regelmatig boven om te jagen. Alleen bij vochtig weer komt hij naar boven. In de Engelse taal wordt de kikker hierdoor wel 'regenkikker' genoemd. De kikker kan met zijn kleine achterpoten niet zwemmen en zou verdrinken in te diep water. Het blaasoppie is niet erg snel op het land, ter verdediging kan de kikker zich opblazen met lucht. Hierdoor komt het lichaam vast te zitten in holen en spleten en lijkt dan op een ballon met pootjes.
Het voedsel bestaat uit kleine ongewervelden zoals insecten en wormen en zelfs termieten die ondergronds gegeten worden.

## Voortplanting
Het blaasoppie is niet sterk aan water gebonden, hoewel de soort zoals alle amfibieën kan uitdrogen en van vochtige plekken houdt. De eitjes worden afgezet in een klein holletje en als ze uitkomen verschijnen direct de jonge kikkers, het kikkervis-stadium van de larve is er wel, maar voltrekt zich volledig in het ei. Hierdoor kan het blaasoppie het zonder oppervlaktewater stellen en dat geeft een grote voorsprong op andere soorten. Deze soort leeft dan ook in savannen en steppen in zuidelijk en oostelijk Afrika waar andere kikkers geen schijn van kans maken.